# تشارلز توماس بير
تشارلز توماس بير هو كيميائي كندي، ولد في 18 نوفمبر 1915، وتوفي في 15 يونيو 2010.